# Galatasaray Istanbul/Saison 1987/88
Die Saison 1987/88 von Galatasaray Istanbul war die 80. Saison in der Vereinsgeschichte und die 30. Saison in der türkischen Liga, der 1. Lig. Der Klub beendete die Saison wie im Vorjahr auf dem 1. Platz. Es war der achte Titel. Die Türkiye Kupası endete für Galatasaray Istanbul im Achtelfinale. Im Europapokal der Landesmeister schieden die Gelb-Roten in der 1. Runde aus.

## Personalien

### Kader
| Nat.                                           | Name               | Geburtsdatum  | im Verein seit | vorheriger Verein     |
| Torhüter                                       | Torhüter           | Torhüter      | Torhüter       | Torhüter              |
| ---------------------------------------------- | ------------------ | ------------- | -------------- | --------------------- |
| Turkei                                         | Hayrettin Demirbaş | 26. Juni 1963 | 1986           | Afyonspor             |
| Turkei                                         | Levent Nazifoğlu   | 27. Apr. 1963 | 1987           | eigene Jugend         |
| Jugoslawien Sozialistische Föderative Republik | Zoran Simović      | 2. Nov. 1954  | 1984           | Hajduk Split          |
| Abwehr                                         |                    |               |                |                       |
| Turkei                                         | Yusuf Altıntaş     | 7. Aug. 1961  | 1984           | Kocaelispor           |
| Turkei                                         | Raşit Çetiner      | 10. Sep. 1956 | 1981           | Fenerbahçe Istanbul   |
| Turkei                                         | İsmail Demiriz     | 1. Apr. 1962  | 1984           | Gençlerbirliği Ankara |
| Turkei                                         | Mehmet Durmaz      | 26. Aug. 1959 | 1987           | Zonguldakspor         |
| Turkei                                         | Bülent Korkmaz     | 24. Nov. 1968 | 1987           | eigene Jugend         |
| Turkei                                         | İhsan Okay         | 7. Aug. 1969  | 1987           | eigene Jugend         |
| Turkei                                         | Erhan Önal         | 3. Sep. 1957  | 1985           | Türkgücü München      |
| Turkei                                         | Cüneyt Tanman      | 16. Jan. 1956 | 1976           | Giresunspor           |
| Turkei                                         | Semih Yuvakuran    | 1. Sep. 1963  | 1984           | Bursaspor             |
| Mittelfeld                                     |                    |               |                |                       |
| Turkei                                         | Muhammed Altıntaş  | 30. März 1964 | 1986           | Edirnespor            |
| Turkei                                         | Savaş Demiral      | 28. Juni 1961 | 1987           | Samsunspor            |
| Turkei                                         | Tugay Kerimoğlu    | 24. Aug. 1970 | 1987           | eigene Jugend         |
| Turkei                                         | Zekir Keskin       | 21. Sep. 1968 | 1987           | eigene Jugend         |
| Turkei                                         | Arif Kocabıyık     | 1. Sep. 1958  | 1985           | Fenerbahçe Istanbul   |
| Jugoslawien Sozialistische Föderative Republik | Dževat Prekazi     | 18. Aug. 1957 | 1985           | Hajduk Split          |
| Angriff                                        |                    |               |                |                       |
| Turkei                                         | Tanju Çolak        | 10. Nov. 1963 | 1987           | Samsunspor            |
| Jugoslawien Sozialistische Föderative Republik | Mersad Kovačević   | 15. Okt. 1956 | 1986           | Beşiktaş Istanbul     |
| Frankreich                                     | Didier Six         | 21. Aug. 1954 | 1987           | US Valenciennes       |
| Turkei                                         | İlyas Tüfekçi      | 3. Feb. 1960  | 1986           | Fenerbahçe Istanbul   |
| Turkei                                         | Uğur Tütüneker     | 2. Aug. 1963  | 1986           | FC Bayern München     |

#### Transfers
| Zugänge | Abgänge |
| --- | --- |
| Sommer 1987 - Tanju Çolak (Samsunspor) - Savaş Demiral (Samsunspor) - Mehmet Durmaz (Zonguldakspor) - Tugay Kerimoğlu (eigene Jugend) - Zekir Keskin (eigene Jugend) - Bülent Korkmaz (eigene Jugend) - Levent Nazifoğlu (eigene Jugend) - İhsan Okay (eigene Jugend) - Naser Sadeghi (PAS Teheran FC) - Didier Six (US Valenciennes) | Sommer 1987 - Ahmet Ceyhan (Karriere beendet) - Suat Kaya (Konyaspor) - Öner Kılıç (Karriere beendet) - İmdat Korkmaz (n. a.) - Tuncay Soyak (Gençlerbirliği Ankara) a. - Erkan Ültanır (Karşıyaka SK) Winter 1987/88 - Savaş Koç (MKE Ankaragücü) a. - Naser Sadeghi (Konyaspor) a. |

## Spielkleidung
| Heim | Auswärts |

- Ausrüster: Adidas
- Trikotsponsor: TürkBank

## Saison
Alle Ergebnisse aus Sicht von Galatasaray Istanbul.
Die Tabelle listet alle 1.-Lig-Spiele des Vereins der Saison 1987/88 auf. Siege sind grün, Unentschieden gelb und Niederlagen rot markiert.

### 1. Lig
| ST | Datum              | Gegner                | Ort                              | Ergebnis  | Tor(e) für Galatasaray Istanbul                                                                    | Karte(n) für Galatasaray Istanbul                               |
| -- | ------------------ | --------------------- | -------------------------------- | --------- | -------------------------------------------------------------------------------------------------- | --------------------------------------------------------------- |
| 01 | 16. August 1987    | Eskişehirspor         | Atatürk Stadı, Eskişehir         | 1:0 (1:0) | 1:0 Prekazi (28.)                                                                                  | keine                                                           |
| 02 | 29. August 1987    | Sakaryaspor           | Ali Sami Yen Stadyumu, Istanbul  | 3:1 (2:0) | 1:0 Çolak (11.), 2:0 Çolak (39.), 3:0 Y. Altıntaş (86.)                                            | keine                                                           |
| 03 | 12. September 1987 | Rizespor              | Ali Sami Yen Stadyumu, Istanbul  | 5:0 (4:0) | 1:0 Kovačević (7.) 2:0 Tüfekçi (14.), 3:0 Tütüneker (30.), 4:0 Kovačević (35.), 5:0 Çolak (76.)    | keine                                                           |
| 04 | 20. September 1987 | Zonguldakspor         | Ali Sami Yen Stadyumu, Istanbul  | 3:1 (0:0) | 1:0 Çolak (52.), 2:0 Tüfekçi (71.), 3:0 Çolak (82.)                                                | keine                                                           |
| 05 | 26. September 1987 | Sarıyer SK            | Ali Sami Yen Stadyumu, Istanbul  | 1:1 (0:0) | 1:1 Önal (80.)                                                                                     | Önal (28.), Demiriz (73.)                                       |
| 06 | 4. Oktober 1987    | Bursaspor             | Ali Sami Yen Stadyumu, Istanbul  | 5:2 (5:1) | 1:0 Çolak (11. Foulelfmeter), 2:1 Tanman (24.), 3:1 Çolak (26.), 4:1 Prekazi (37.), 5:1 Önal (44.) | keine                                                           |
| 07 | 10. Oktober 1987   | MKE Ankaragücü        | Ali Sami Yen Stadyumu, Istanbul  | 3:1 (2:0) | 1:0 Prekazi (14.), 2:0 Çolak (31.), 3:1 Prekazi (88.)                                              | Y. Altıntaş (65.)                                               |
| 08 | 18. Oktober 1987   | Trabzonspor           | Hüseyin Avni Aker Stadı, Trabzon | 3:2 (0:1) | 1:1 Çolak (50. Foulelfmeter), 2:1 Prekazi (55.), 3:1 Çolak (79.)                                   | Demiral (28.)                                                   |
| 09 | 25. Oktober 1987   | Fenerbahçe Istanbul   | Ali Sami Yen Stadyumu, Istanbul  | 1:1 (1:0) | 1:0 Tüfekçi (23.)                                                                                  | M. Altıntaş (75.)                                               |
| 10 | 1. November 1987   | Beşiktaş Istanbul     | İnönü Stadı, Istanbul            | 2:2 (1:1) | 1:0 Demiriz (33.), 2:1 Six (79.)                                                                   | keine                                                           |
| 11 | 7. November 1987   | Gençlerbirliği Ankara | Ali Sami Yen Stadyumu, Istanbul  | 2:1 (1:0) | 1:0 Yuvakuran (24.), 2:0 Kovačević (72.)                                                           | Y. Altıntaş (40.), Prekazi (75.)                                |
| 12 | 15. November 1987  | Altay Izmir           | Atatürk Stadı, Izmir             | 2:1 (2:1) | 1:0 Kovačević (11.), 2:1 Six (40.)                                                                 | keine                                                           |
| 13 | 22. November 1987  | Kocaelispor           | Ali Sami Yen Stadyumu, Istanbul  | 5:1 (0:0) | 1:0 Çolak (46.), 2:1 Kovačević (60.), 3:1 Çolak (67.), 4:1 Çolak (75.), 5:1 Çolak (82.)            | Tütüneker (33.), Yuvakuran (77.)                                |
| 14 | 28. November 1987  | Samsunspor            | 19 Mayıs Stadı, Samsun           | 0:1 (0:0) | keine                                                                                              | Demiral (58.)                                                   |
| 15 | 6. Dezember 1987   | Malatyaspor           | İnönü Stadı, Malatya             | 1:3 (0:0) | 1:3 Tüfekçi (84.)                                                                                  | keine                                                           |
| 16 | 12. Dezember 1987  | Denizlispor           | Ali Sami Yen Stadyumu, Istanbul  | 3:1 (2:1) | 1:0 M. Altıntaş (11.), 2:1 Çolak (40. Foulelfmeter), 3:1 Çolak (73.)                               | keine                                                           |
| 17 | 20. Dezember 1987  | Karşıyaka SK          | Atatürk Stadı, Izmir             | 2:1 (0:1) | 1:1 Tüfekçi (65.), 2:1 Çolak (87.)                                                                 | Six (28.)                                                       |
| 18 | 27. Dezember 1987  | Adana Demirspor       | Ali Sami Yen Stadyumu, Istanbul  | 3:0 (2:1) | 1:0 Çolak (52. Foulelfmeter), 2:0 Çolak (77.), 3:0 Çolak (81. Foulelfmeter)                        | keine                                                           |
| 19 | 3. Januar 1988     | Boluspor              | Şehir Stadı, Bolu                | 1:1 (0:0) | 1:1 Tüfekçi (88.)                                                                                  | Yuvakuran (34.), Kocabıyık (58.)                                |
| 20 | 24. Januar 1988    | Eskişehirspor         | Ali Sami Yen Stadyumu, Istanbul  | 1:1 (1:0) | 1:0 Çolak (44. Foulelfmeter)                                                                       | keine                                                           |
| 21 | 31. Januar 1988    | Sakaryaspor           | Atatürk Stadı, Sakarya           | 2:0 (1:0) | 1:0 Çolak (22.), 2:0 Yiğitlik (83. Eigentor)                                                       | M. Altıntaş (58.)                                               |
| 22 | 7. Februar 1988    | Rizespor              | Atatürk Stadı, Rize              | 1:0 (1:0) | 1:0 Tanman (17.)                                                                                   | Çolak (28.), Önal (78.)                                         |
| 23 | 14. Februar 1988   | Zonguldakspor         | Şehir Stadı, Zonguldak           | 2:1 (1:0) | 1:0 Çolak (18.), 2:0 Çolak (75.)                                                                   | Demiral (62.)                                                   |
| 24 | 20. Februar 1988   | Sarıyer SK            | Ali Sami Yen Stadyumu, Istanbul  | 2:2 (1:2) | 1:1 Çolak (37. Handelfmeter), 2:2 Prekazi (73.)                                                    | Önal (19.), Demiral (33.), Prekazi (69.), Kocabıyık (83.)       |
| 25 | 28. Februar 1988   | Bursaspor             | Atatürk Stadı, Bursa             | 1:1 (0:1) | 1:1 Çolak (71.)                                                                                    | Yuvakuran (62.)                                                 |
| 26 | 5. März 1988       | MKE Ankaragücü        | 19 Mayıs Stadı, Ankara           | 2:2 (1:1) | 1:0 Çolak (4.), 2:2 Kovačević (72.)                                                                | Y. Altıntaş (26.), Prekazi (58.)                                |
| 27 | 13. März 1988      | Trabzonspor           | Ali Sami Yen Stadyumu, Istanbul  | 2:1 (1:0) | 1:0 Çolak (31. Foulelfmeter), 2:0 Çolak (65.)                                                      | Önal (59.), Demiral (76.)                                       |
| 28 | 19. März 1988      | Fenerbahçe Istanbul   | Fenerbahçe Stadı, Istanbul       | 2:1 (1:0) | 1:1 Prekazi (69.), 2:1 Tütüneker (88.)                                                             | Y. Altıntaş (36.), Kovačević (80.), Prekazi (86.)               |
| 29 | 27. März 1988      | Beşiktaş Istanbul     | Ali Sami Yen Stadyumu, Istanbul  | 0:0       | keine                                                                                              | Prekazi (61.)                                                   |
| 30 | 3. April 1988      | Gençlerbirliği Ankara | 19 Mayıs Stadı, Ankara           | 2:1 (2:0) | 1:0 Çolak (4.), 2:0 Kovačević (33.)                                                                | Demiral (38.), Y. Altıntaş (66.)                                |
| 31 | 10. April 1988     | Altay Izmir           | Ali Sami Yen Stadyumu, Istanbul  | 5:1 (3:0) | 1:0 Kovačević (11.), 2:0 Çolak (13.), 3:0 Prekazi (44.), 4:1 Çolak (67.), 5:1 Prekazi (69.)        | Tütüneker (19.), Y. Altıntaş (41.), Prekazi (55.), Six (85.)    |
| 32 | 17. April 1988     | Kocaelispor           | İsmetpaşa Stadyumu, Kocaeli      | 2:1 (2:0) | 1:0 Prekazi (10.), 2:0 Vatansever (38. Eigentor)                                                   | keine                                                           |
| 33 | 24. April 1988     | Samsunspor            | Ali Sami Yen Stadyumu, Istanbul  | 3:0 (2:0) | 1:0 Çolak (18.), 2:0 Çolak (34. Foulelfmeter), 3:0 Prekazi (63.)                                   | Demiriz (7.), Prekazi (23.), Y. Altıntaş (59.), Kovačević (74.) |
| 34 | 30. April 1988     | Malatyaspor           | Ali Sami Yen Stadyumu, Istanbul  | 3:1 (2:0) | 1:0 Prekazi (27.), 2:0 Çolak (45.), 3:0 Önal (49.)                                                 | keine                                                           |
| 35 | 8. Mai 1988        | Denizlispor           | Şehir Stadı, Denizli             | 2:1 (2:0) | 1:0 Çolak (42. Handelfmeter), 2:0 Y. Altıntaş (44.)                                                | keine                                                           |
| 36 | 15. Mai 1988       | Karşıyaka SK          | Ali Sami Yen Stadyumu, Istanbul  | 2:0 (1:0) | 1:0 Çolak (15.), 2:0 Prekazi (46.)                                                                 | keine                                                           |
| 37 | 22. Mai 1988       | Adana Demirspor       | Şehir Stadı, Adana               | 5:0 (2:0) | 1:0 Çolak (22.), 2:0 Prekazi (42.), 3:0 Çolak (54.), 4:0 Tütüneker (82.), 5:0 Tütüneker (89.)      | keine                                                           |
| 38 | 29. Mai 1988       | Boluspor              | Ali Sami Yen Stadyumu, Istanbul  | 1:0 (0:0) | 1:0 Tütüneker (66.)                                                                                | Kovačević (57.)                                                 |

### Türkiye Kupası
| Runde                  | Datum            | Gegner         | Ort                             | Ergebnis  | Tor(e) für Galatasaray Istanbul                                                      | Karte(n) für Galatasaray Istanbul |
| ---------------------- | ---------------- | -------------- | ------------------------------- | --------- | ------------------------------------------------------------------------------------ | --------------------------------- |
| 3. Runde-Hinspiel      | 10. Februar 1988 | Kayserispor    | Atatürk Stadı, Kayseri          | 5:1 (1:0) | 1:0 Tüfekçi (9.), 2:0 Çolak (60.), 3:0 Çolak (65.), 4:0 Tüfekçi (74.), 5:0 Six (83.) | keine                             |
| 3. Runde-Rückspiel     | 24. Februar 1988 | Kayserispor    | Ali Sami Yen Stadyumu, Istanbul | 4:1       | 1:0 Kovačević (9.), 2:1 Çolak (60.), 3:1 Çolak (63.), 4:1 Çolak (66.)                | keine                             |
| Achtelfinale-Hinspiel  | 9. März 1988     | MKE Ankaragücü | 19 Mayıs Stadı, Ankara          | 1:2 (0:1) | 1:1 Tütüneker (63.)                                                                  | Demiriz (63.), Çolak (74.)        |
| Achtelfinale-Rückspiel | 23. März 1988    | MKE Ankaragücü | Ali Sami Yen Stadyumu, Istanbul | 1:3 (0:0) | 1:0 Kovačević (50.)                                                                  | Önal (36.), Demiral (44.)         |

### Europapokal der Landesmeister
| Runde              | Datum              | Gegner        | Ort                             | Ergebnis  | Tor(e) für Galatasaray Istanbul            | Karte(n) für Galatasaray Istanbul |
| ------------------ | ------------------ | ------------- | ------------------------------- | --------- | ------------------------------------------ | --------------------------------- |
| 1. Runde-Hinspiel  | 16. September 1987 | PSV Eindhoven | Philips Stadion, Eindhoven      | 0:3 (0:0) | keine                                      | Prekazi (44.), Tütüneker (72.)    |
| 1. Runde-Rückspiel | 30. September 1987 | PSV Eindhoven | Ali Sami Yen Stadyumu, Istanbul | 2:0 (2:0) | 1:0 Çolak (5.), 2:0 Nielsen (42. Eigentor) | Çolak (57.), Y. Altıntaş (67.)    |

### Cumhurbaşkanlığı Kupası
| Galatasaray Istanbul (Meister)                       | Galatasaray Istanbul (Meister) | Sakaryaspor (Pokalsieger) | Sakaryaspor (Pokalsieger) |
| ---------------------------------------------------- | --- | --- | ------------------------- |
| Galatasaray Istanbul (Meister)                       | \| 5. Juni 1988 um 17:00 Uhr in Ankara (19 Mayıs Stadı) \| \| Ergebnis: 2:0 (2:0) \| \| Schiedsrichter: Yusuf Namoğlu \| \| Spielbericht \| | \| 5. Juni 1988 um 17:00 Uhr in Ankara (19 Mayıs Stadı) \| \| Ergebnis: 2:0 (2:0) \| \| Schiedsrichter: Yusuf Namoğlu \| \| Spielbericht \| | Sakaryaspor (Pokalsieger) |
| Galatasaray Istanbul (Meister)                       | Zoran Simović – Erhan Önal, Semih Yuvakuran, İsmail Demiriz, Yusuf Altıntaş – Cüneyt Tanman , Arif Kocabıyık (75. ), Dževat Prekazi (75. ) – Tanju Çolak, Uğur Tütüneker, Mersad Kovačević Ersatzbank: Hayrettin Demirbaş, Savaş Demiral, Muhammed Altıntaş, İlyas Tüfekçi (75. ), Didier Six (75. ) Cheftrainer: Mustafa Denizli | Neşet Muharremoğlu – Erol Kolcu, Serdar Şenkaya (46. ), Turhan Sofuoğlu, Blerim Mula – Selçuk Yiğitlik, Oğuz Çetin, Özcan Kızıltan – Sinan Turhan, Kemal Yıldırım, Aykut Kocaman Ersatzbank: Muammer Gücük, Turgay Poyraz (46. ), Ümit Gürsoy, Hakan Şükür Cheftrainer: Necdet Niş | Sakaryaspor (Pokalsieger) |
| Galatasaray Istanbul (Meister)                       | 1:0 Mersad Kovačević (10.) 2:0 Tanju Çolak (18.) | | Sakaryaspor (Pokalsieger) |
| Galatasaray Istanbul (Meister)                       | Dževat Prekazi (58.) | Selçuk Yiğitlik (65.) | Sakaryaspor (Pokalsieger) |
| 5. Juni 1988 um 17:00 Uhr in Ankara (19 Mayıs Stadı) | | |                           |
| Ergebnis: 2:0 (2:0)                                  | | |                           |
| Schiedsrichter: Yusuf Namoğlu                        | | |                           |
| Spielbericht                                         | | |                           |

### TSYD Kupası
| Datum          | Gegner              | Ort                             | Ergebnis  | Tor(e) für Galatasaray Istanbul                                | Karte(n) für Galatasaray Istanbul |
| -------------- | ------------------- | ------------------------------- | --------- | -------------------------------------------------------------- | --------------------------------- |
| 5. August 1987 | Beşiktaş Istanbul   | Ali Sami Yen Stadyumu, Istanbul | 1:2 (1:0) | 1:0 Çolak (9.)                                                 | Prekazi (35.)                     |
| 8. August 1987 | Fenerbahçe Istanbul | Fenerbahçe Stadı, Istanbul      | 3:2 (1:0) | 1:0 Çolak (16.), 2:1 Kovačević (70.), 3:2 Çolak (82. Elfmeter) | M. Altıntaş (58.)                 |

## Statistiken

### Teamstatistik
| Wettbewerb                    | Punkte | daheim | daheim | daheim | daheim | daheim | auswärts | auswärts | auswärts | auswärts | auswärts | Gesamt | Gesamt | Gesamt | Gesamt | Gesamt | Tordifferenz |
| Wettbewerb                    | Punkte | Sp     | G      | U      | N      | TV     | Sp       | G        | U        | N        | TV       | Sp     | G      | U      | N      | TV     | Tordifferenz |
| ----------------------------- | ------ | ------ | ------ | ------ | ------ | ------ | -------- | -------- | -------- | -------- | -------- | ------ | ------ | ------ | ------ | ------ | ------------ |
| 1. Lig                        | 90     | 19     | 15     | 4      | 0      | 52:15  | 19       | 12       | 5        | 2        | 34:20    | 38     | 27     | 9      | 2      | 86:35  | +51          |
| Türkiye Kupası                | –      | 2      | 1      | 0      | 1      | 5:4    | 2        | 1        | 0        | 1        | 6:3      | 4      | 2      | 0      | 2      | 11:7   | +4           |
| Europapokal der Landesmeister | –      | 1      | 1      | 0      | 0      | 2:0    | 1        | 0        | 0        | 1        | 0:3      | 2      | 1      | 0      | 1      | 2:3    | −1           |
| Gesamt                        | 90     | 22     | 17     | 4      | 1      | 59:19  | 22       | 13       | 5        | 4        | 40:26    | 44     | 30     | 9      | 5      | 99:45  | +54          |

### Saisonverlauf
| Spieltag | 1 | 2 | 3 | 4 | 5 | 6 | 7 | 8 | 9 | 10 | 11 | 12 | 13 | 14 | 15 | 16 | 17 | 18 | 19 | 20 | 21 | 22 | 23 | 24 | 25 | 26 | 27 | 28 | 29 | 30 | 31 | 32 | 33 | 34 | 35 | 36 | 37 | 38 |
| -------- | - | - | - | - | - | - | - | - | - | -- | -- | -- | -- | -- | -- | -- | -- | -- | -- | -- | -- | -- | -- | -- | -- | -- | -- | -- | -- | -- | -- | -- | -- | -- | -- | -- | -- | -- |
| Spielort | A | H | H | H | A | H | H | A | H | A  | H  | A  | H  | A  | A  | H  | A  | H  | A  | H  | A  | A  | A  | H  | A  | A  | H  | A  | H  | A  | H  | A  | H  | H  | A  | H  | A  | H  |
| Resultat | S | S | S | S | U | S | S | S | U | U  | S  | S  | S  | N  | N  | S  | S  | S  | U  | U  | S  | S  | S  | U  | U  | U  | S  | S  | U  | S  | S  | S  | S  | S  | S  | S  | S  | S  |
| Platz    | 8 | 4 | 1 | 1 | 1 | 1 | 1 | 1 | 2 | 2  | 1  | 1  | 1  | 2  | 2  | 2  | 2  | 1  | 1  | 1  | 1  | 1  | 1  | 1  | 1  | 2  | 2  | 2  | 2  | 2  | 2  | 2  | 1  | 1  | 1  | 1  | 1  | 1  |

Quelle: https://www.weltfussball.de/spielplan/tur-sueperlig-1987-1988
Legende: Spielort: H = Heim; A = Auswärts. Resultat: S = Sieg; U = Unentschieden; N = Niederlage

### Spielerstatistiken
| Spieler            | 1. Lig   | 1. Lig | 1. Lig      | 1. Lig     | Türkiye Kupası / Cumhurbaşkanlığı Kupası | Türkiye Kupası / Cumhurbaşkanlığı Kupası | Türkiye Kupası / Cumhurbaşkanlığı Kupası | Türkiye Kupası / Cumhurbaşkanlığı Kupası | TSYD Kupası | TSYD Kupası | TSYD Kupası | TSYD Kupası | Europapokal der Landesmeister | Europapokal der Landesmeister | Europapokal der Landesmeister | Europapokal der Landesmeister | Total    | Total | Total       | Total      |
| Spieler            | Einsätze | Tore   | Gelbe Karte | Rote Karte | Einsätze                                 | Tore                                     | Gelbe Karte                              | Rote Karte                               | Einsätze    | Tore        | Gelbe Karte | Rote Karte  | Einsätze                      | Tore                          | Gelbe Karte                   | Rote Karte                    | Einsätze | Tore  | Gelbe Karte | Rote Karte |
| ------------------ | -------- | ------ | ----------- | ---------- | ---------------------------------------- | ---------------------------------------- | ---------------------------------------- | ---------------------------------------- | ----------- | ----------- | ----------- | ----------- | ----------------------------- | ----------------------------- | ----------------------------- | ----------------------------- | -------- | ----- | ----------- | ---------- |
| Bülent Alkılıç     | 0        | 0      | 0           | 0          | 0                                        | 0                                        | 0                                        | 0                                        | 2           | 0           | 0           | 0           | 0                             | 0                             | 0                             | 0                             | 2        | 0     | 0           | 0          |
| Muhammed Altıntaş  | 32       | 1      | 2           | 0          | 3                                        | 0                                        | 0                                        | 0                                        | 2           | 0           | 1           | 0           | 2                             | 0                             | 0                             | 0                             | 39       | 1     | 3           | 0          |
| Yusuf Altıntaş     | 27       | 2      | 7           | 0          | 3                                        | 0                                        | 0                                        | 0                                        | 0           | 0           | 0           | 0           | 2                             | 0                             | 1                             | 0                             | 32       | 2     | 8           | 0          |
| Raşit Çetiner      | 1        | 0      | 0           | 0          | 0                                        | 0                                        | 0                                        | 0                                        | 0           | 0           | 0           | 0           | 0                             | 0                             | 0                             | 0                             | 1        | 0     | 0           | 0          |
| Tanju Çolak        | 38       | 39     | 1           | 0          | 5                                        | 6                                        | 1                                        | 0                                        | 2           | 3           | 0           | 0           | 2                             | 1                             | 1                             | 0                             | 47       | 49    | 3           | 0          |
| Savaş Demiral      | 26       | 0      | 6           | 0          | 4                                        | 0                                        | 1                                        | 0                                        | 2           | 0           | 0           | 0           | 1                             | 0                             | 0                             | 0                             | 33       | 0     | 7           | 0          |
| Hayrettin Demirbaş | 5        | 0      | 0           | 0          | 2                                        | 0                                        | 0                                        | 0                                        | 0           | 0           | 0           | 0           | 0                             | 0                             | 0                             | 0                             | 7        | 0     | 0           | 0          |
| İsmail Demiriz     | 33       | 1      | 2           | 0          | 5                                        | 0                                        | 1                                        | 0                                        | 2           | 0           | 0           | 0           | 1                             | 0                             | 0                             | 0                             | 41       | 1     | 3           | 0          |
| Mehmet Durmaz      | 0        | 0      | 0           | 0          | 0                                        | 0                                        | 0                                        | 0                                        | 0           | 0           | 0           | 0           | 0                             | 0                             | 0                             | 0                             | 0        | 0     | 0           | 0          |
| Tugay Kerimoğlu    | 4        | 0      | 0           | 0          | 2                                        | 0                                        | 0                                        | 0                                        | 1           | 0           | 0           | 0           | 0                             | 0                             | 0                             | 0                             | 7        | 0     | 0           | 0          |
| Savaş Koç          | 7        | 0      | 0           | 0          | 0                                        | 0                                        | 0                                        | 0                                        | 2           | 0           | 0           | 0           | 1                             | 0                             | 0                             | 0                             | 10       | 0     | 0           | 0          |
| Arif Kocabıyık     | 26       | 0      | 2           | 0          | 4                                        | 0                                        | 0                                        | 0                                        | 2           | 0           | 0           | 0           | 1                             | 0                             | 0                             | 0                             | 33       | 0     | 2           | 0          |
| Bülent Korkmaz     | 0        | 0      | 0           | 0          | 1                                        | 0                                        | 0                                        | 0                                        | 0           | 0           | 0           | 0           | 0                             | 0                             | 0                             | 0                             | 1        | 0     | 0           | 0          |
| Mersad Kovačević   | 32       | 8      | 3           | 0          | 4                                        | 3                                        | 0                                        | 0                                        | 1           | 1           | 0           | 0           | 2                             | 0                             | 0                             | 0                             | 39       | 12    | 3           | 0          |
| İhsan Okay         | 1        | 0      | 0           | 0          | 2                                        | 0                                        | 0                                        | 0                                        | 0           | 0           | 0           | 0           | 0                             | 0                             | 0                             | 0                             | 3        | 0     | 0           | 0          |
| Erhan Önal         | 34       | 3      | 5           | 0          | 3                                        | 0                                        | 1                                        | 0                                        | 2           | 0           | 0           | 0           | 2                             | 0                             | 0                             | 0                             | 41       | 3     | 6           | 0          |
| Dževat Prekazi     | 33       | 14     | 7           | 0          | 5                                        | 0                                        | 1                                        | 0                                        | 1           | 0           | 0           | 1           | 2                             | 0                             | 1                             | 0                             | 41       | 14    | 9           | 1          |
| Naser Sadeghi      | 1        | 0      | 0           | 0          | 0                                        | 0                                        | 0                                        | 0                                        | 0           | 0           | 0           | 0           | 0                             | 0                             | 0                             | 0                             | 1        | 0     | 0           | 0          |
| Zoran Simović      | 33       | 0      | 0           | 0          | 3                                        | 0                                        | 0                                        | 0                                        | 2           | 0           | 0           | 0           | 2                             | 0                             | 0                             | 0                             | 40       | 0     | 0           | 0          |
| Didier Six         | 22       | 2      | 2           | 0          | 3                                        | 1                                        | 0                                        | 0                                        | 0           | 0           | 0           | 0           | 0                             | 0                             | 0                             | 0                             | 25       | 3     | 2           | 0          |
| Cüneyt Tanman      | 27       | 2      | 0           | 0          | 1                                        | 0                                        | 0                                        | 0                                        | 0           | 0           | 0           | 0           | 2                             | 0                             | 0                             | 0                             | 30       | 2     | 0           | 0          |
| İlyas Tüfekçi      | 28       | 6      | 0           | 0          | 4                                        | 2                                        | 0                                        | 0                                        | 0           | 0           | 0           | 0           | 1                             | 0                             | 0                             | 0                             | 33       | 8     | 0           | 0          |
| Uğur Tütüneker     | 33       | 5      | 2           | 0          | 3                                        | 1                                        | 0                                        | 0                                        | 2           | 0           | 0           | 0           | 2                             | 0                             | 1                             | 0                             | 40       | 6     | 3           | 0          |
| Semih Yuvakuran    | 37       | 1      | 3           | 0          | 5                                        | 0                                        | 0                                        | 0                                        | 2           | 0           | 0           | 0           | 2                             | 0                             | 0                             | 0                             | 46       | 1     | 3           | 0          |